# Puerto de Valencia
El puerto de Valencia, localizado en Valencia, España, es el cuarto puerto con más tráfico en Europa, siendo también el más grande de España y la cuenca del mar Mediterráneo con una capacidad de tráfico anual de más de 80 millones de toneladas de carga (2024) y 5 millones de TEU (2024).
El puerto es también un importante creador de empleo en el área, con cerca de 18 000 empleados que proporcionan servicios a cerca de 7500 buques cada año. Su principal socio comercial es China con 702.633 contenedores gestionados en 2024 y 7.912.389 toneladas, seguido de EE. UU. con el que se han intercambiado 368.298 TEU’s y 4.524.697 toneladas.

## Descripción
El puerto de Valencia, gestionado por la Autoridad Portuaria de Valencia junto a los recintos de Sagunto y Gandía,  se encuentra ubicado a 0° 18,1' longitud oeste y 39° 26,9' de latitud norte (coordenadas referidas al faro del puerto). La superficie total del puerto en el año 2014 fue de 5 603 186 m². Actualmente, el puerto de Valencia ofrece 13 232 metros de línea de atraque distribuidos en quince muelles.
El recinto dispone de conexión directa por carretera y ferrocarril a las redes nacionales e internacionales. La V-30 (circunvalación de Valencia) permite conectar el puerto de Valencia con la Red de Interés General y acceder a todos los nudos de conexión de su área de influencia.  Por su parte, la conexión ferroviaria de Valencia asegura el acceso a cualquier área productiva de la península ibérica y de Europa. En julio de 2024 puso en funcionamiento la primera autopista ferroviaria de España que permite a los remolques de los camiones viajar de Italia a Madrid – y viceversa- haciendo trasbordo en el recinto portuario valenciano.

## Historia

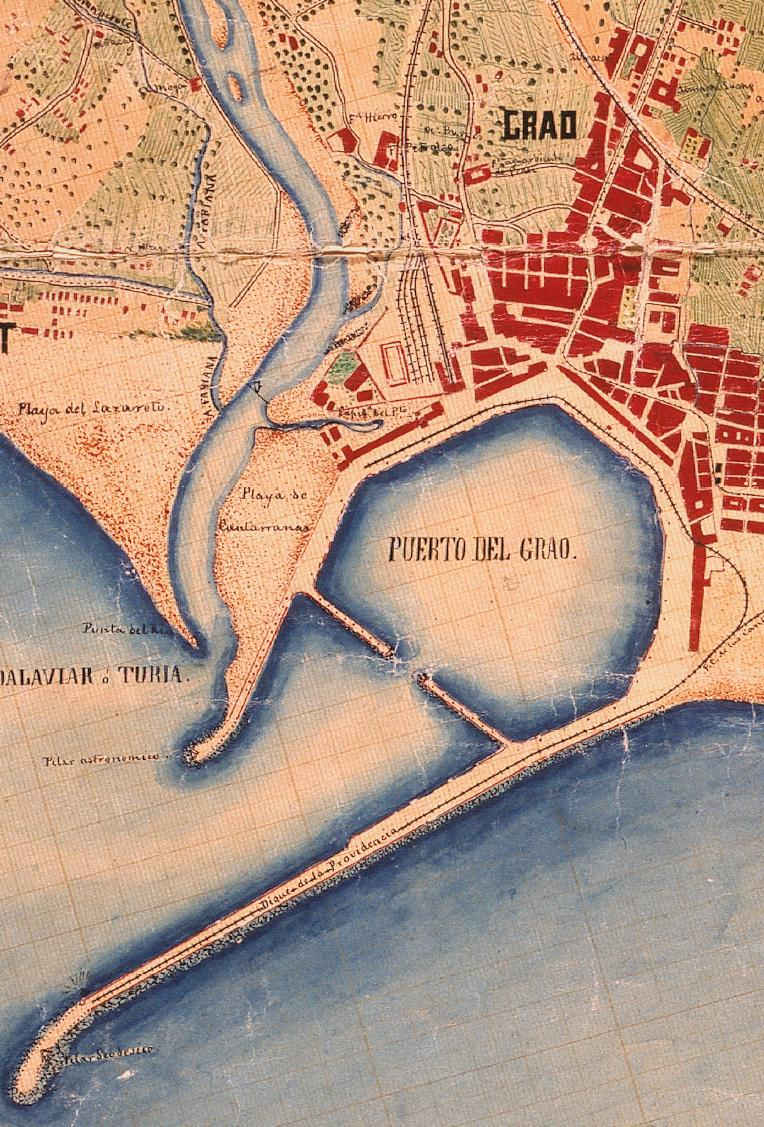
El puerto del Grao de Valencia en 1883.

La línea de costa de Valencia, carente de cualquier abrigo natural, fue un serio obstáculo para el inicio de los intercambios marítimos comerciales. A pesar de ello, constan antecedentes de dicha actividad que se remontan al siglo VI a. C. Es bastante después, como consecuencia del privilegio otorgado el 17 de marzo de 1491 al caballero valenciano Antoni Joan por el rey Fernando El Católico, cuando podemos establecer un primer antecedente de una explotación propiamente portuaria. A partir de ese momento, el vigor económico de los valencianos, se materializó en un comercio portuario creciente, que llevó al rey Pedro III de Aragón a conceder a Valencia el establecimiento de la Jurisdicción marítimo-comercial del Consulado de Mar. Ya en la segunda mitad del siglo XV, la ciudad de Valencia, con 75 000 habitantes, era la más poblada de la península ibérica, y su puerto era el más importante de la Corona de Aragón, teniendo líneas de navegación con puertos de Italia, Europa Occidental y el Norte de África.
A partir de esa fecha y hasta el siglo XIX se realizan diversos proyectos de construcción y mejora de las instalaciones sin demasiado éxito debido a las avenidas del río Turia y al crecimiento de la playa. Paralelamente, el tráfico del puerto va creciendo, obteniendo los privilegios de comercio con otros reinos en 1679 y con América en 1791, y estableciéndose como la sexta provincia marítima de España.
A lo largo del siglo XX, se realizan obras de mejora sobre los edificios y almacenes y se continúa con la ampliación de los muelles hasta llegar a la configuración actual, con instalaciones especializadas para cada tipo de mercancías. Estas ampliaciones, ligadas a la aparición del tráfico de contenedores en los últimos años, permiten a Valencia alcanzar su posición actual de liderazgo entre los puertos comerciales del Mediterráneo Occidental.

## Instalaciones
El puerto de Valencia dispone de instalaciones especializadas de alto rendimiento para todo tipo de tráfico: terminal pública de contenedores, terminales polivalentes, terminales de automóviles y carga rodada, terminal de pasajeros y cruceros turísticos y terminales para graneles sólidos y líquidos.
- Terminales de contenedores: El puerto de Valencia dispone de tres terminales de contenedores: la terminal pública de contenedores gestionada por Noatum Container Terminal Valencia,[5] MSC Terminal Valencia y APM Terminals Valencia.[6]

|           | Terminal pública de contenedores   | MSC Terminal Valencia       | APM Terminals Valencia             |
| --------- | ---------------------------------- | --------------------------- | ---------------------------------- |
| Ubicación | Muelles Príncipe Felipe y Este     | Muelle Transversal de Costa | Muelle de Levante y Muelle Llovera |
| Atraque   | 1500 y 330 metros, respectivamente | 770 metros de longitud      | 1133 y 430 metros, respectivamente |
| Calado    | 16 metros                          | 16 metros                   | 14 y 16 metros                     |
| Grúas     | 19 grúas pórtico                   | 8 grúas pórtico             | 9 grúas portacontenedores          |

- Terminales de automóviles: El puerto de Valencia dispone de dos terminales de automóviles y carga rodada situadas en el Muelle Dique del Este.
- Terminales e instalaciones de graneles sólidos: En el recinto portuario operan firmas como Holcim España,[7] Silos y Almacenaje de Valencia, Terminal Marítima Servicesa, CEMEX, Temagra y Borax, entre otras.
- Terminales e instalaciones de graneles líquidos: En el puerto de Valencia operan empresas como Galp, Tepsa, Demagrisa, Productos Asfálticos y Teva-Tank.

## Tráficos
El puerto de Valencia canaliza tráfico de todos los sectores de la economía. Entre sus clientes destacan los sectores de la construcción (cemento y clínker, azulejos, mármol, etc.), energético (gasóleo, gasolina, carbones, etc.), químico, automóvil, mueble y madera, textil, calzado y maquinaria. Asimismo, acoge un tráfico regular de pasajeros con las Islas Baleares y un mercado de cruceros que en 2024 registró 181 escalas.
| Mercancía                           | Total                |
| ----------------------------------- | -------------------- |
| Granel líquido                      | 1 367 338 toneladas  |
| Granel sólido                       | 1 530 847 toneladas  |
| Mercancía General no containerizada | 10 200 466 toneladas |
| Mercancía General containerizada    | 60 318 952 toneladas |
| Pesca                               | 468 toneladas        |
| Avituallamiento                     | 299 326 toneladas    |
| Total tráfico                       | 73 717 397 toneladas |
| Total TEU                           | 5 386 309 TEU        |
| Total pasajeros                     | 1 027 821 pasajeros  |
| Línea regular                       | 592 205 pasajeros    |
| Crucero turístico                   | 435 616 pasajeros    |
| Total vehículos                     | 565 430 unidades     |

## Cruceros

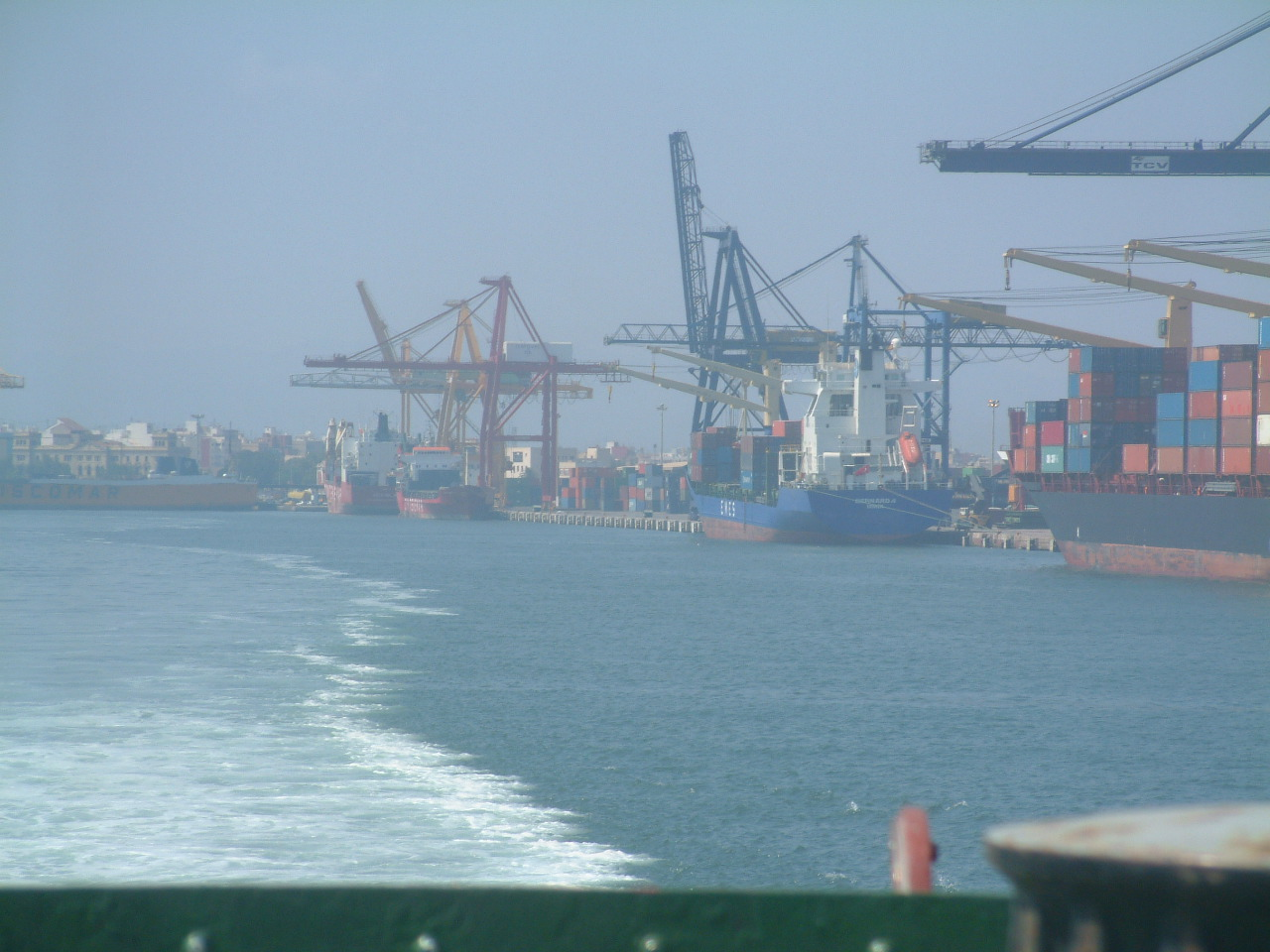
Puerto de Valencia.

En la última década, el tráfico de cruceros en el puerto de Valencia ha experimentado un importante incremento, convirtiéndose en generador de riqueza para la ciudad a través del turismo. En 2016, recalaron en el puerto de Valencia a bordo de un crucero turístico, 403 264 personas.
El puerto de Valencia dispone de dos muelles que permiten el atraque de buques de hasta 300 m de eslora y otros tres muelles para aquellas naves con más de 300 m de eslora. En la zona norte del Puerto se encuentra una nueva área de cruceros con tres atraques con un área terrestre idónea para la operativa que requiere este tráfico.
La estación marítima de Valencia cuenta con líneas de atraque anexas a la misma y ofrece diversos servicios como la consignación integral de cruceros, fingers de nave a terminal móviles y regulables de altura, seguridad y certificación código ISPS, check-in de pasajeros y equipaje, asistencia a tripulación, atención a pasajeros con movilidad reducida, sala vip, restaurante, cafetería, tiendas de regalos y duty free, internet, aparcamiento de larga duración y un punto de información turística de VLC Turismo.
Actualmente, Valencia es puerto base de cruceros de MSC Cruceros y Costa Cruceros y recibe escalas de otras 34 compañías del sector. El Plan Estratégico de la APV prevé que para 2020 se alcancen los 600 000 pasajeros, 250 escalas y 40 navieras.

## Integración puerto – ciudad

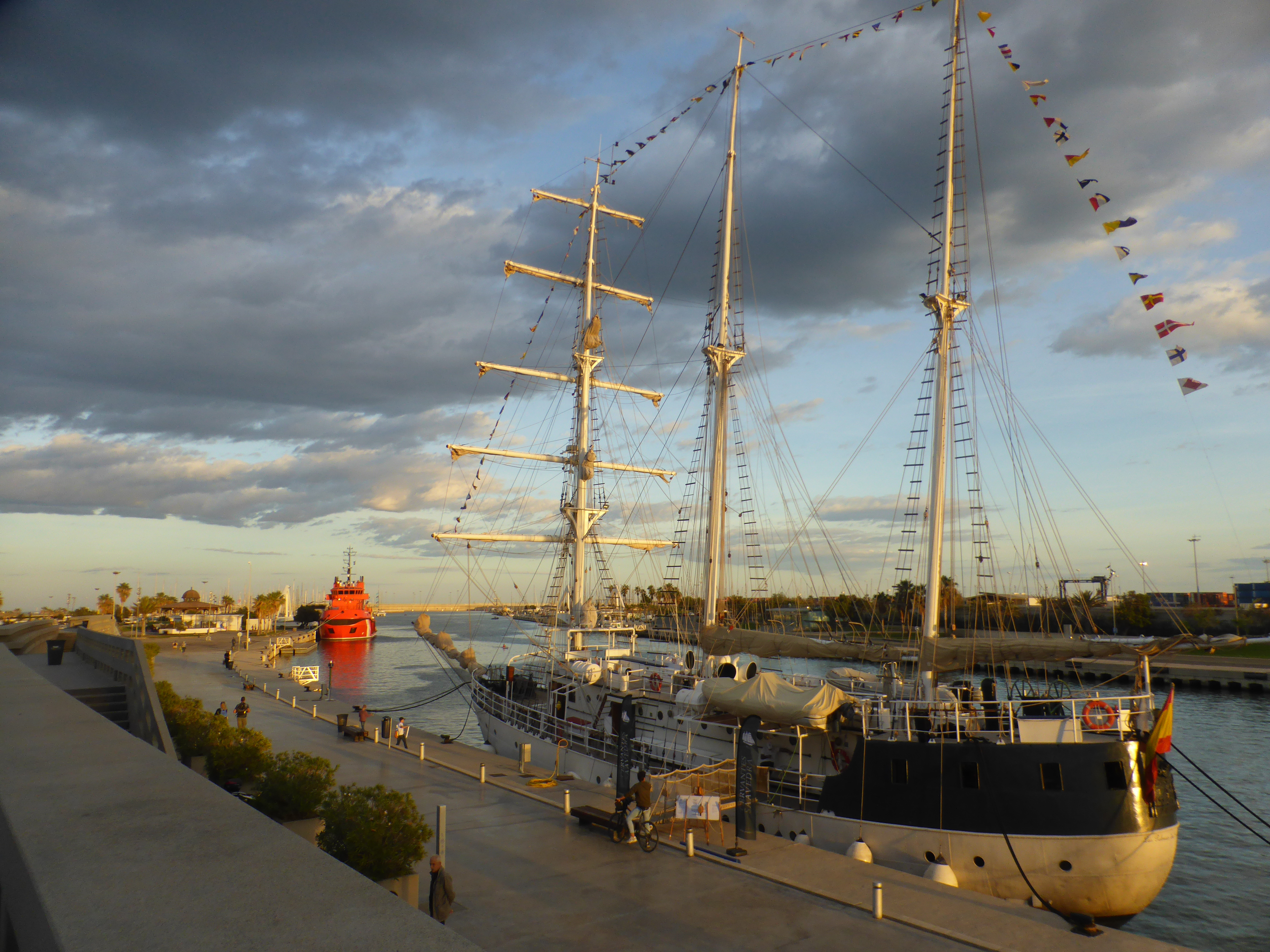
Bergantín-goleta Cervantes Saavedra, atracado en la Marina de Valencia.

A principios de los años 80, la Autoridad Portuaria de Valencia inició una política de armonización del entorno portuario más próximo a la ciudad con la rehabilitación de los antiguos Tinglados y otros edificios históricos de la Dársena Interior, así como la firma de diversos convenios con las diferentes Administraciones, siendo el más destacado el conocido como Balcón al Mar en el 86, que posibilitó en 2013, la cesión a la ciudad de la Dársena Interior del puerto.
Asimismo, las obras ejecutadas con motivo de la 32 America’s Cup, supusieron la creación de nuevos espacios portuarios para uso ciudadano y deportivo que han posibilitado con la creación de la Marina Real Juan Carlos I, gestionada por el Consorcio Valencia 2007 en la que se desarrollan actividades dedicadas a la náutica, la restauración, juegos infantiles, eventos deportivos, culturales, etc.
Actualmente, respecto al área sur colindante con el barrio de Nazaret, se está actualizando el proyecto del antiguo convenio de 1986 y se está trabajando por parte del Ayuntamiento y de la Autoridad Portuaria de Valencia en los contenidos y diseño para la redacción del correspondiente Plan Especial que contempla un área de más de 180 000 m² destinada a usos que sirvan de transición entre el barrio y la actividad portuaria.  En este proceso, se ha articulado un cauce de comunicación y participación del movimiento vecinal a través de la Federación de Asociaciones de Vecinos de Valencia, con la que se mantienen contactos periódicos.
Cabe destacar la creación en 2015 de la Comisión Delegada del Consejo para el Impulso de la Integración Territorial con el objetivo de favorecer las resoluciones de las cuestiones referentes a la fachada marítima. En este sentido, Valencia cuenta con un comité asesor, presidido por el alcalde de la ciudad, que se integra dentro de esta comisión.

## Patrimonio arquitectónico
El crecimiento y desarrollo del puerto a lo largo del siglo XX fue la causa de la construcción de varios edificios de relevancia arquitectónica en las primeras décadas de la centuria dentro del Plan General de Ensanche y Mejora del Puerto de Valencia, que se redactó en el año 1910 por orden del Ministerio de Fomento:
- El Edificio del Reloj, diseñado en 1914 por Federico Gómez de Membrillera, ingeniero subdirector del Puerto, para estación marítima.
- Los tinglados, que destacan por su decoración modernista. Diseñados por Federico Gómez de Membrillera, fueron seis, pero tan sólo quedan en pie los tinglados 2, 4 y 5.
- El edificio de la Aduana, del arquitecto valenciano Enrique Viedma, terminado en 1930.
- El Varadero Público, construido en 1917 sobre el muelle de la aduana.
- Los muelles Comerciales, proyectados hacia 1911.

Ya en el siglo XXI, con motivo de la celebración de la Copa América del vela en 2007, se levantó el edificio llamado Veles e Vents, de los arquitectos David Chipperfield y Fermín Vázquez. El nombre se toma de unos versos del poeta Ausiàs March.

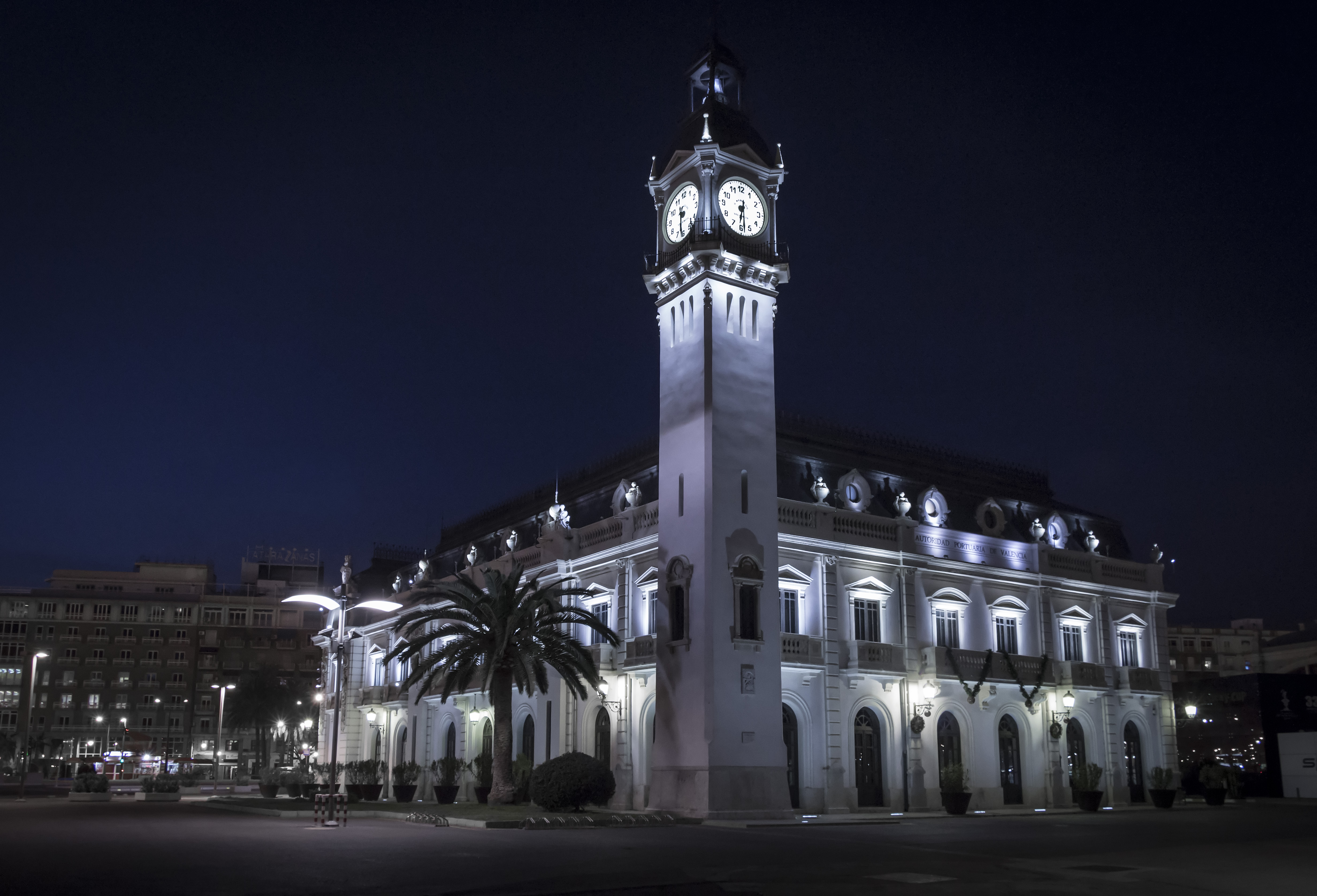
Edificio del Reloj.
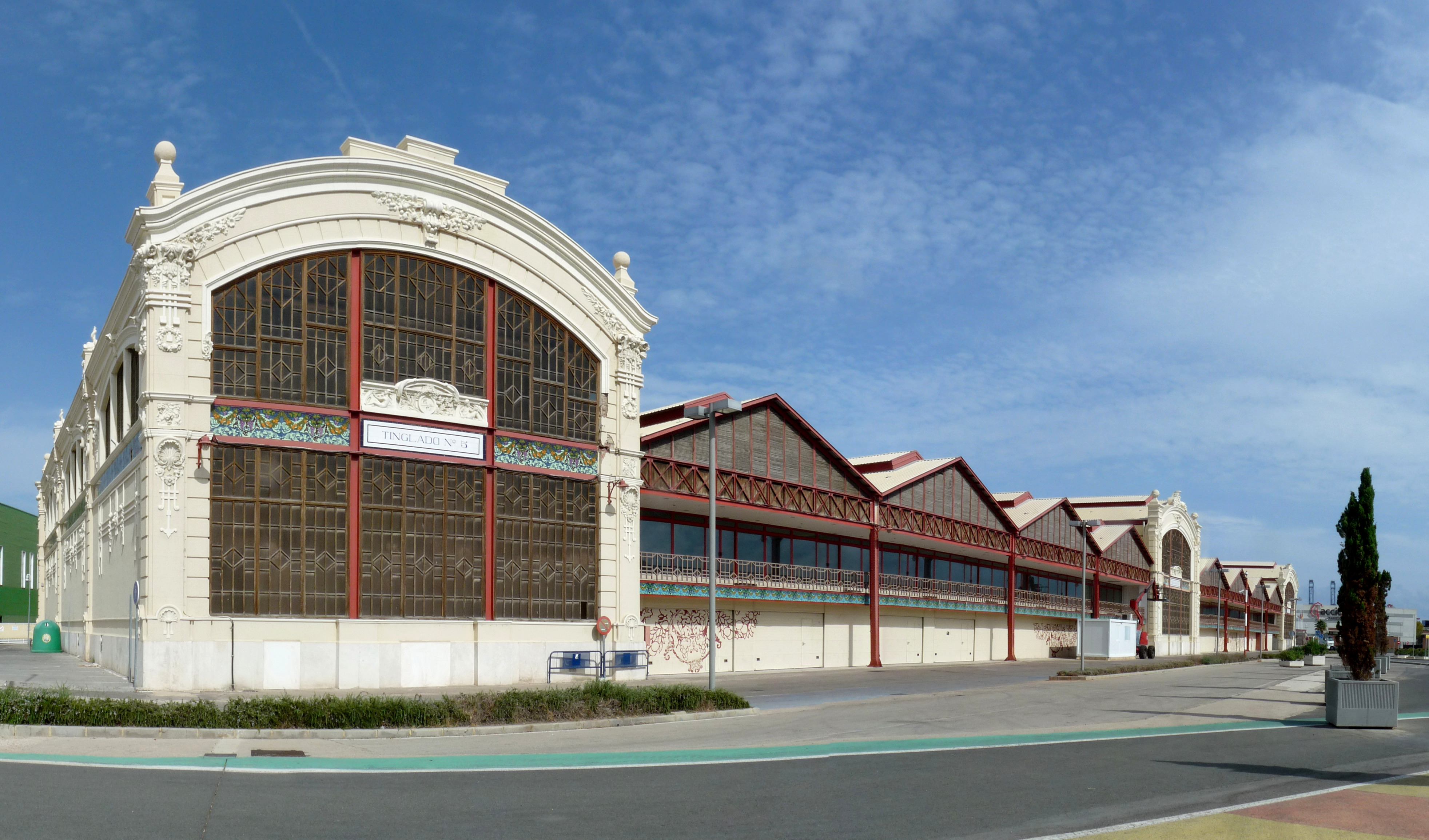
Tinglado nº 5.
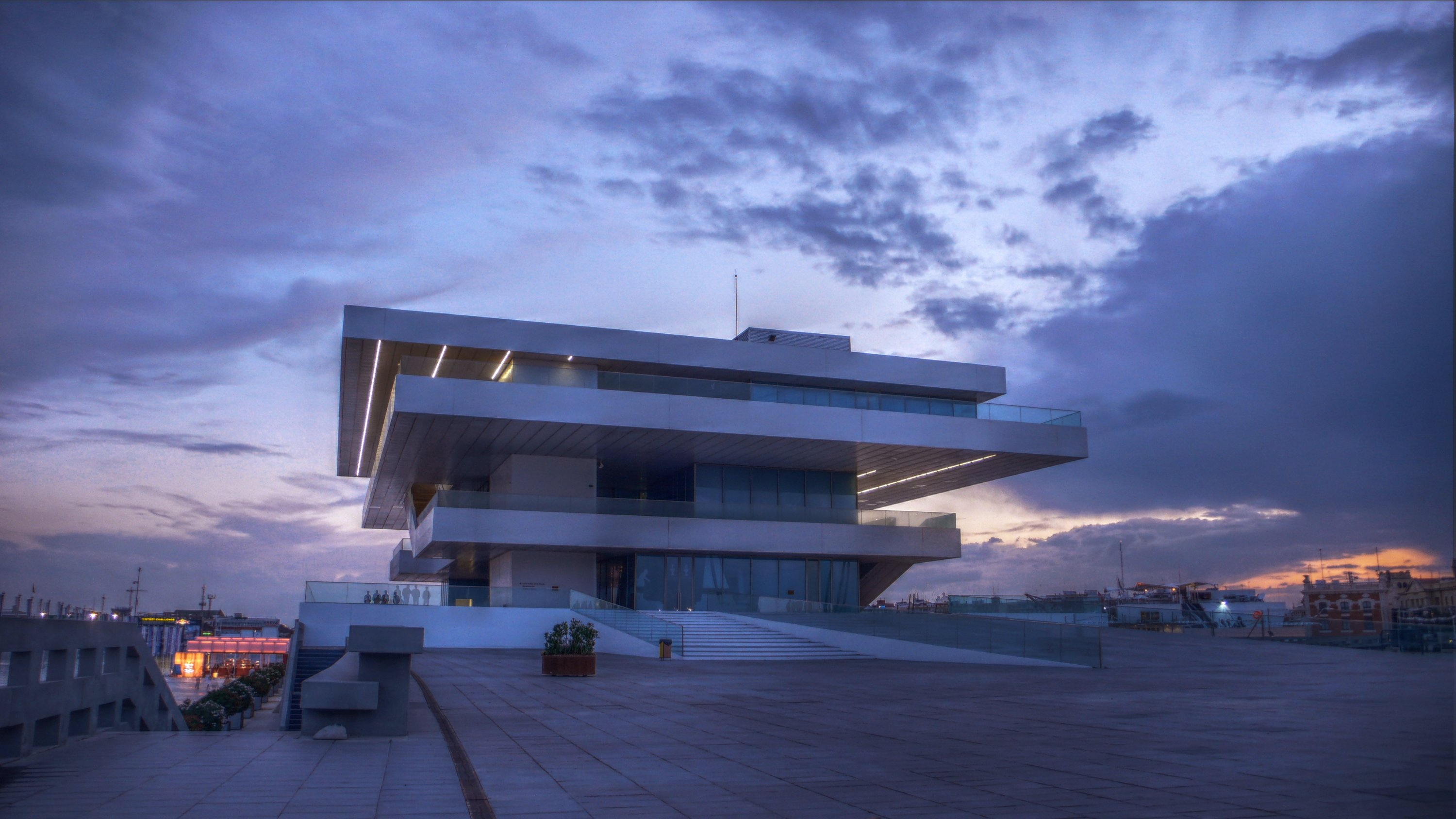
Veles e Vents.
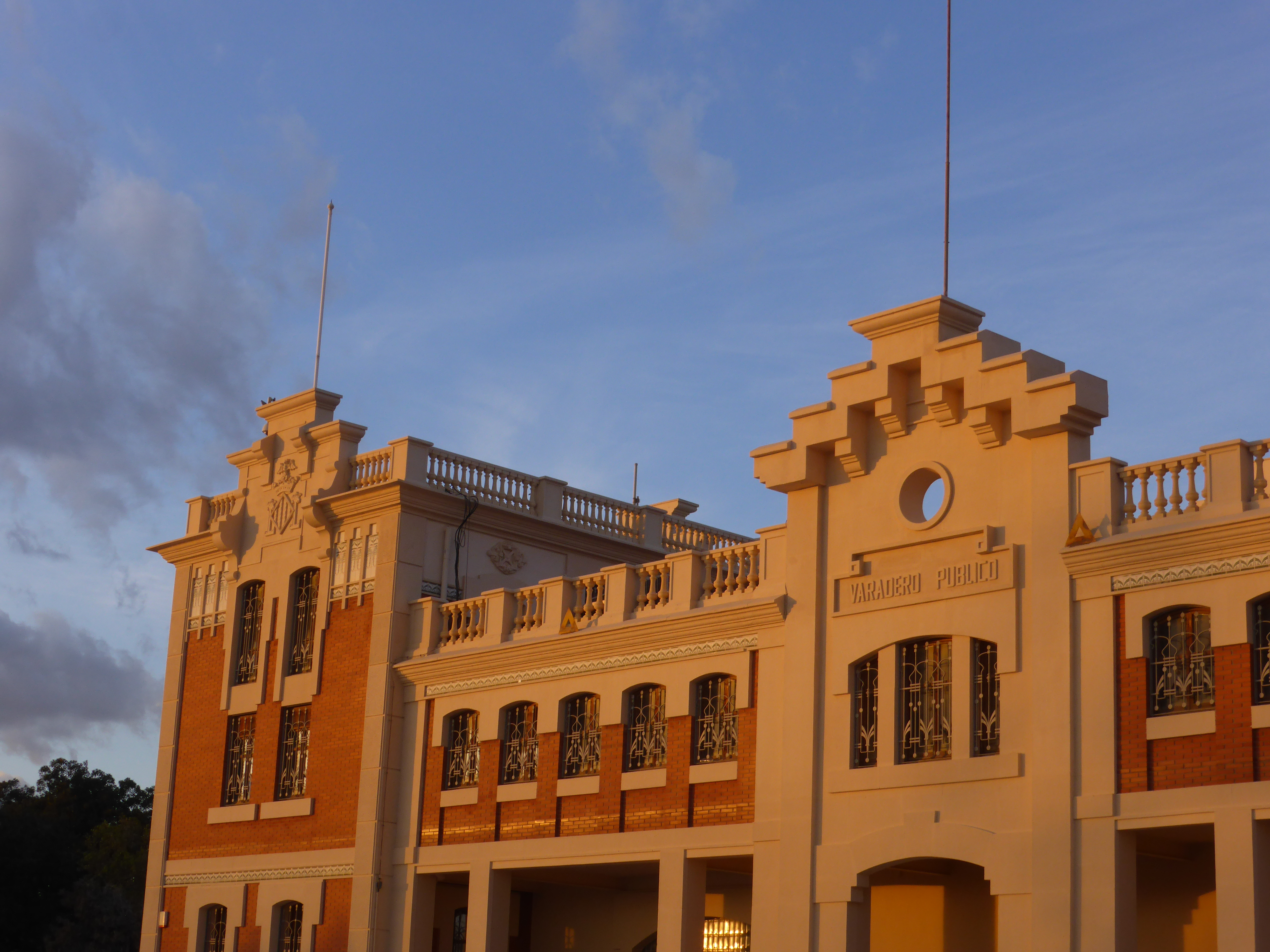
El Varadero Público.